# Propaganda românească printre vlahii din Balcani

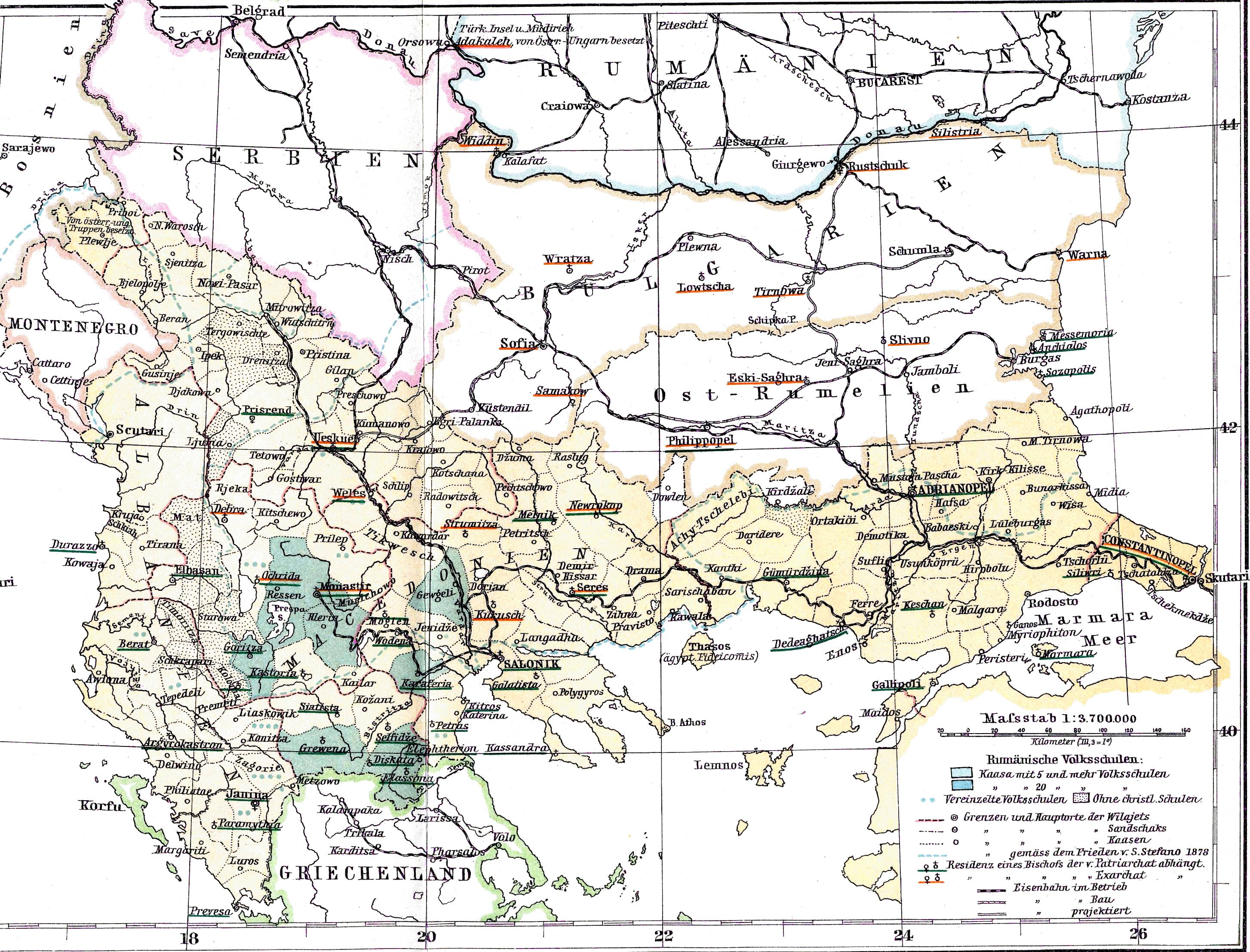
Școlile românești din Macedonia în anul 1899

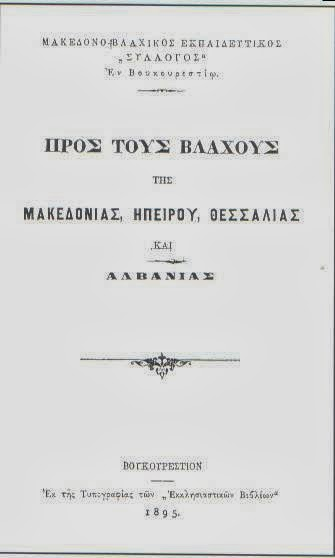
„Către aromânii din Macedonia, Epir, Tesalia și Albania“, publicație în limba greacă a Societății de Cultură Macedo-Române din București, 1895.

Propaganda românească printre aromâni și megleniți (în greacă Η ρουμανική προπαγάνδα) este un termen folosit de unele surse istoriografice grecești pentru a descrie eforturile statului român de a cultiva sentimentul de apartenență la națiunea română în rândul aromânilor și meglenoromânilor din Balcani, în special în regiunile Macedonia și Epir. O poziție similară este adoptată și de istoriografia altor state din zonă, moștenitoare ale problemelor naționale care au apărut după destrămarea Imperiului otoman. 
Conform acestei interpretări, propaganda românească a fost cea mai intensă la sfârșitul secolului al XIX-lea și până la Primul Război Balcanic, perioadă în care teritoriile locuite de aromâni și meglenoromâni au fost împărțite între Grecia, Serbia și Albania. La București, s-a dezvoltat o teorie conform căreia statul român era succesorul și protectorul populației latinizate din regiune. Guvernul otoman, dorind să mențină relații bune cu România, a permis statului român să protejeze populațiile aromâne și meglenoromâne din punct de vedere cultural și religios, recunoscând anumite revendicări ale acestuia.
Propaganda românească a avut un succes considerabil. În aprilie 1890, Ion Dragoumis nota într-un raport: „Vlahii cu conștiință grecească și românii cu conștiință românească sunt în general educați în limba greacă, din respect pentru tradițiile vechi. Nici la români, nici la greci nu există o stabilitate națională clară”. În iulie 1900, activiști ai organizațiilor revoluționare VMOK și VMORO l-au asasinat la București pe jurnalistul român Ștefan Mihăileanu împreună cu un cetățean bulgar, care era suspectat de spionaj în favoarea Imperiului Otoman. Incidentul a declanșat o criză diplomatică între România și Bulgaria, tensionând temporar relațiile dintre cele două țări. 
La București, a urmat un proces controversat în noiembrie 1900, în care cei capturați au fost condamnați la pedepse grele. Guvernul bulgar a fost presat să aresteze și să judece activiști ai VMOK, precum Boris Sarafov și Vladislav Kovachev, dar aceștia au fost ulterior achitați. În România, autoritățile au profitat de sentimentele antibulgare pentru a restricționa activitățile instituțiilor culturale bulgare și pentru a discredita organizațiile revoluționare bulgare din Macedonia. 
Cu toate acestea, publicul român a sprijinit mișcările revoluționare care colaborau cu elementul aromân în timpul revoltei de Ilinden și în perioada 1904-1908, când aromânii și românii s-au apărat reciproc împotriva propagandei armate grecești și sârbești în Macedonia. Intensificarea conflictului valaho-grec în Macedonia a dus la ruperea relațiilor diplomatice dintre România și Grecia. După masacrul organizat de antarți greci la Avdella în 1905, în România au izbucnit proteste violente antigrecești, care au dus la expulzarea unor cetățeni greci din țară.
La 22 mai 1905, sultanul Abdul Hamid al II-lea a emis un decret (iradea), care recunoștea oficial existența unui milet valah în cadrul Imperiului Otoman, oferind aromânilor și meglenoromânilor dreptul de a avea propriile lor biserici și școli.
După Războaiele Balcanice și Primul Război Mondial (1912-1918), o parte semnificativă a populației aromâne din Balcani a emigrat în România. Propaganda românească a revenit în forță în timpul celui de-Al Doilea Război Mondial, când teritoriile locuite de aromâni au fost ocupate de Italia. În această perioadă, a fost creată organizația separatistă Legiunea Romană, care a promovat autonomia aromânilor sub protectorat italian.

## Galerie

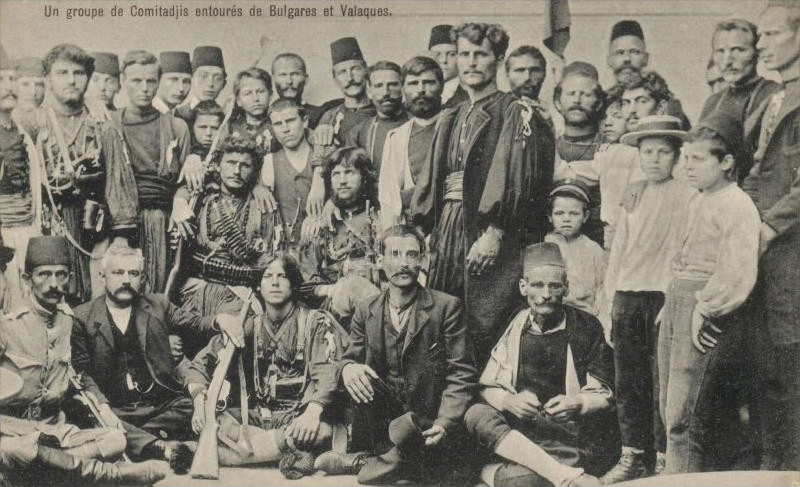
Grup de comitagii înconjurați de bulgari și aromâni.
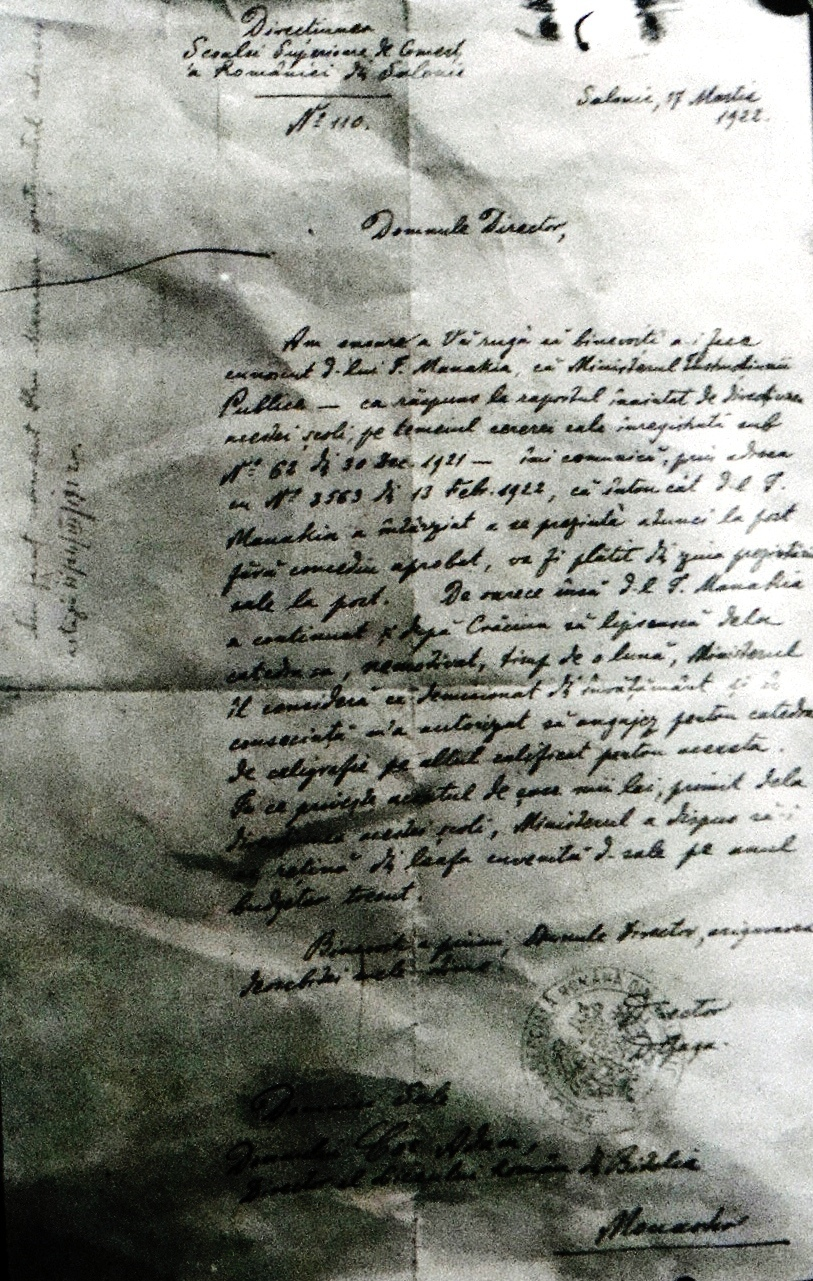
Scrisoare referitoare la Ianaki Manakia de la Școala Superioară de Comerț a României din Salonic, 1922.
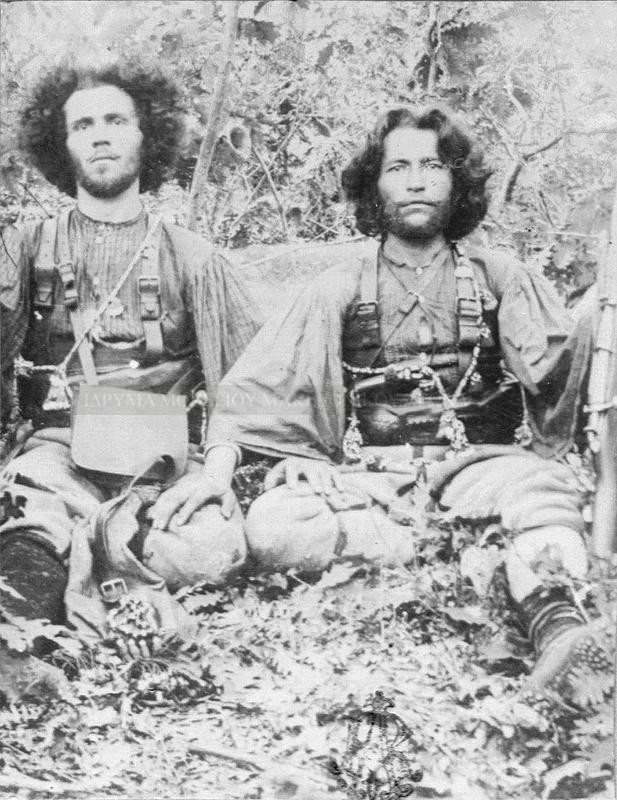
Armatoli aromâni din Bersko, probabil din ceata lui Cola Nicea.
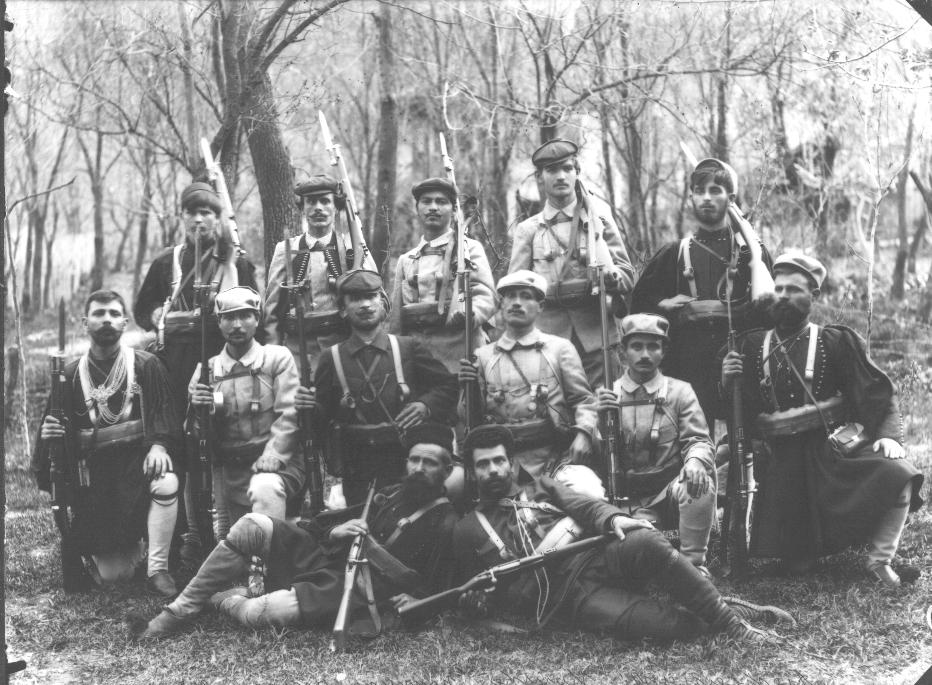
Detașamentul lui Alexandru Coșca⁠(bg)[traduceți] și al lui Steriu Apostolina⁠(bg)[traduceți].
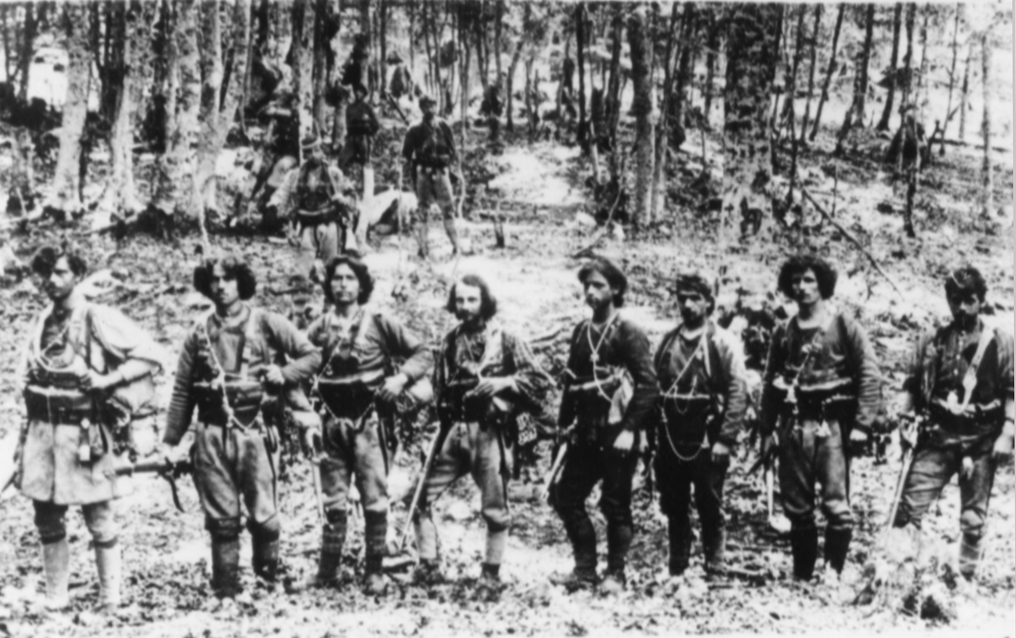
Detașamentul valah al lui Mihail Handuri⁠(bg)[traduceți].